# Schallodenbach
Schallodenbach est une municipalité de la Verbandsgemeinde Otterberg, dans l'arrondissement de Kaiserslautern, en Rhénanie-Palatinat, dans l'ouest de l'Allemagne.

## Politique
Répartition des sièges selon les partis politiques aux élections de 2004 et de 2009
|      | SPD | CDU | FWG | Total     |
| 2009 | 3   | 6   | 3   | 12 sièges |
| 2004 | 3   | 7   | 2   | 12 sièges |

## Références

Localisation de Schallodenbach dans la Verbandsgemeinde et dans l'arrondissement.